# Pasocepheus eremaeozetoides
Pasocepheus eremaeozetoides är en kvalsterart som beskrevs av Sandór Mahunka 1995. Pasocepheus eremaeozetoides ingår i släktet Pasocepheus och familjen Carabodidae. Inga underarter finns listade i Catalogue of Life.